# الیکایی نوک‌دندان
الیکایی نوک‌دندان (نام علمی: Odontorchilus cinereus) نام یک گونه از سرده نوک‌دندان‌ها است.